# Cántico profético al Primer Mundo
Cántico profético al Primer Mundo es el primer poemario —y uno de los dos que pudo editar en vida— del escritor chileno Carlos de Rokha, publicado en 1943 en Talleres Gráficos La Nación en Santiago de Chile. En este libro se hace presente una visión onírica e iluminada, estilo que será prominente en la obra del autor.  Entre sus influencias se encuentran Isidoro Ducasse y el conde de Lautremont, evocando los Cantos de Maldoror.
El poema está escrito en prosa poética y se encuentra dividido en cuatro partes.